# WIKA
Pour l’article homonyme, voir DIAL.

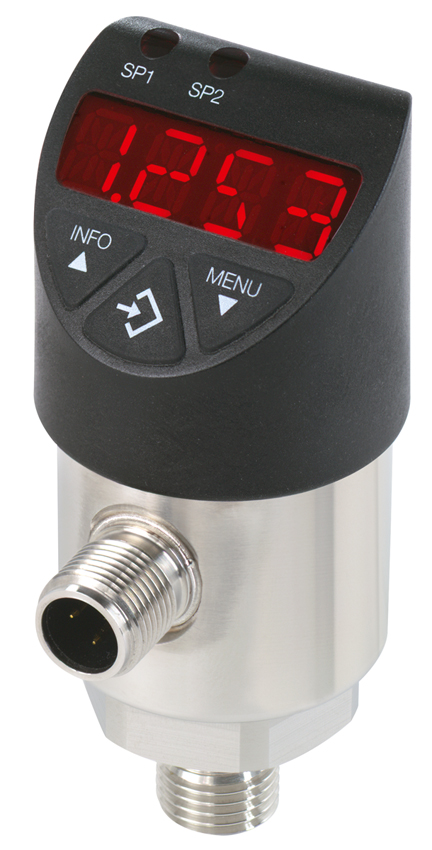
Capteur de pression électronique fabriqué par Wika.

WIKA Alexander Wiegand SE & Co. KG est une société allemande qui fabrique des équipements de mesure de la pression et de la température. La société emploie plus de 10 000 personnes dans le monde dans ses sites de production situés en Allemagne, Australie, Brésil, Chine, Inde, Italie, Canada, Pologne, Suisse, Afrique du Sud et États-Unis. Son chiffre d'affaires était de 800 millions euros en 2017. La société a son siège et son principal établissement industriel dans la ville de Klingenberg am Main située dans le district de Basse-Franconie en Bavière. Créée en 1946 dans cette ville par Alexander Wiegand un ancien ingénieur de la société I.G. Farben, la société est toujours détenue et présidée par un descendant de son fondateur. 